# Edafologia

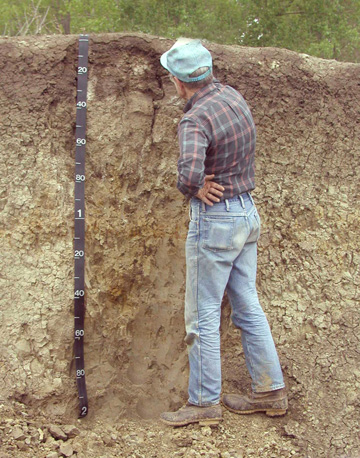
Gleboznawca w trakcie badania profilu glebowego.

Edafologia (z języka greckiego έδαφος, edaphos; ziemia oraz logos, czyli wiedza) – dział nauk o ziemi bliski pedologii, zajmujący się badaniem właściwości gleby, zwłaszcza pod kątem jej wpływu na organizmy żywe (w szczególności roślin).